# The Tommyknockers - Le creature del buio
The Tommyknockers - Le creature del buio  (The Tommyknockers) è una miniserie televisiva diretta da John Power del 1993, tratta dal romanzo Le creature del buio di Stephen King.

## Trama
Nel giardino della sua tenuta, Roberta "Bobbi" Anderson inciampa per caso in un oggetto metallico che sporge dal terreno e, nei giorni seguenti, si reca più volte sul posto per cercare di dissotterrarlo. Durante questi giorni sia lei che il suo anziano cane traggono grandi benefici fisici e mentali dalla vicinanza con questo oggetto e Bobbi arriva al punto di diventare quasi dipendente dalla sua presenza.
Jim Gardner è un poeta, amante di Bobbi, alle prese con problemi di alcolismo e mancanza di ispirazione. Dopo l'ennesima rissa dovuta all'alcol, accetta l'invito di Bobbi di andare nella sua tenuta per cercare l'ispirazione. Arrivato sul posto si rende conto che la sua amante cambia ogni giorno che passa, diventando sempre più distaccata. Anche gli altri abitanti del villaggio mostrano strane connessioni con l'oggetto che Bobbi ha trovato in giardino.
Jim è l'unico immune per via di una placca metallica che gli è stata impiantata nel cranio in seguito a un incidente avvenuto anni prima, ed è quindi l'unico a comprendere il dramma che sta succedendo e a cercare di porvi rimedio.